# Klettengräser
Die Gattung der Klettengräser (Tragus von altgriechisch τράγος (tragos) = Ziegenbock) gehört zur Familie der Süßgräser (Poaceae). Die etwa acht Arten sind fast weltweit verbreitet. Die Gattung ist benannt nach einem der Väter der Botanik, Hieronymus Bock (1498–1554), genannt Tragus.

## Beschreibung

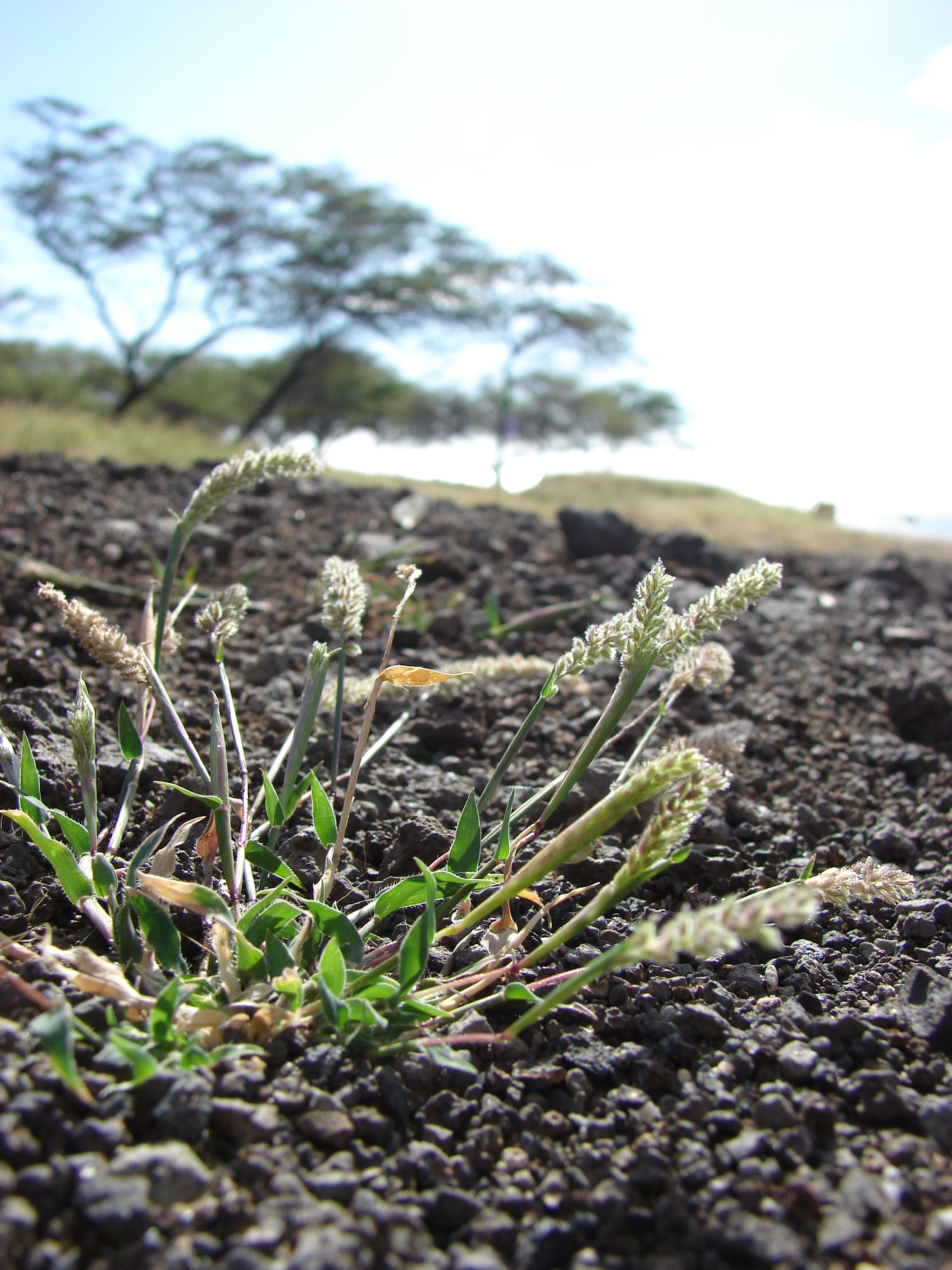
Tragus berteronianus

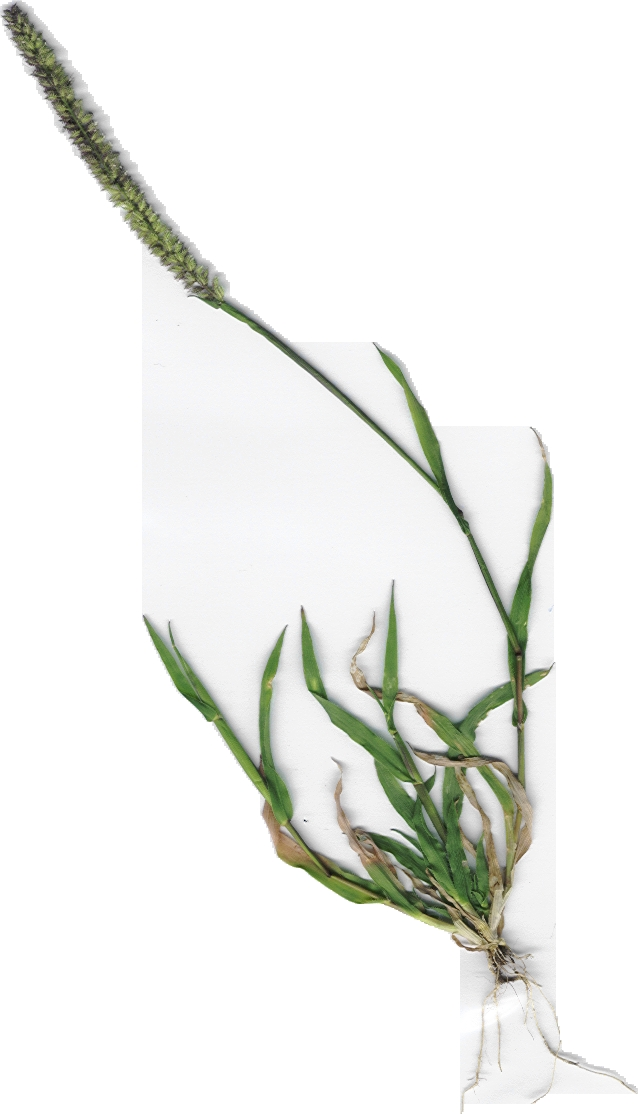
Habitus, Laubblätter und Blütenstand von Tragus berteronianus

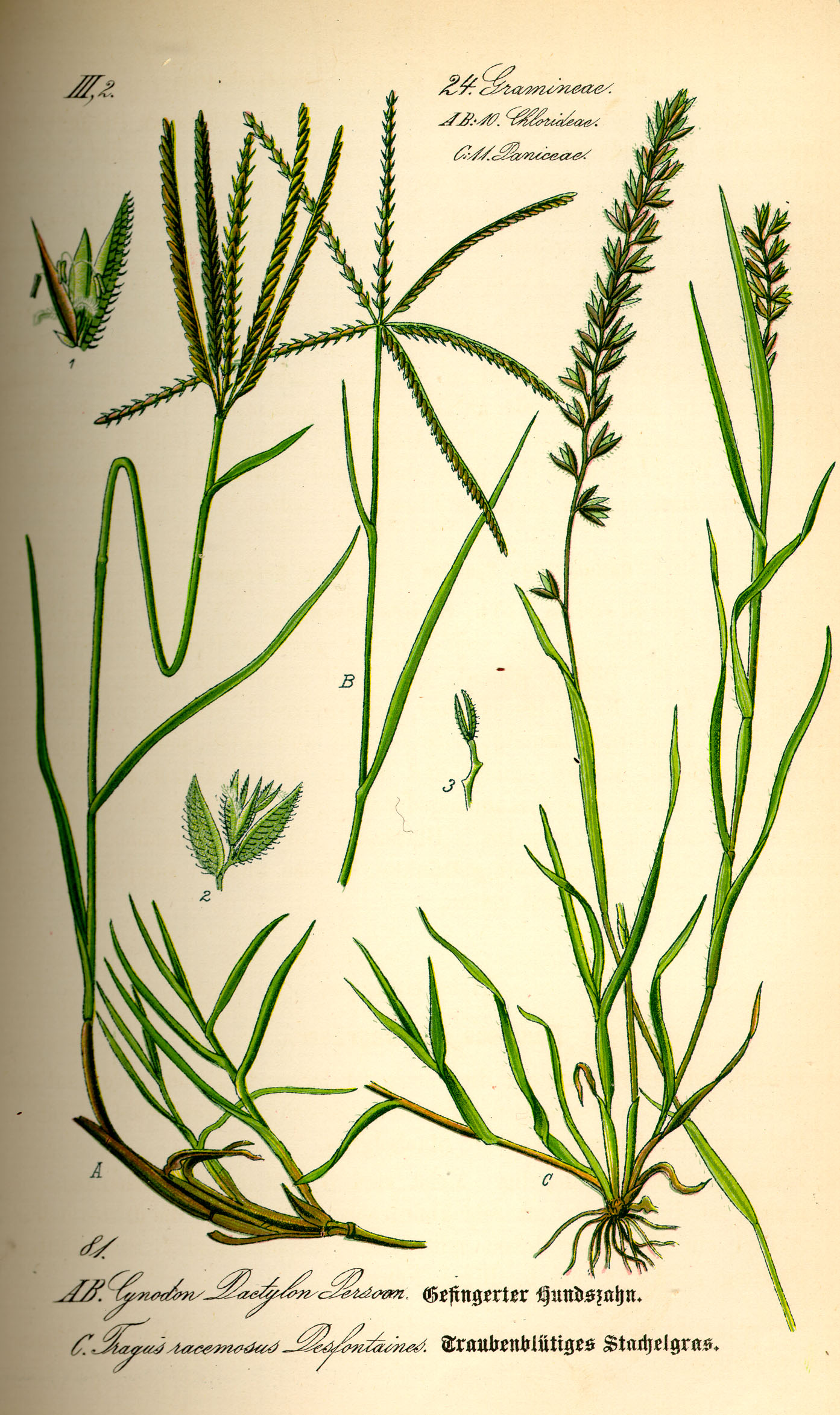
Illustration (rechts): Traubiges Klettengras (Tragus racemosus)

Bei Tragus-Arten handelt es sich um einjährige oder ausdauernde krautige Pflanzen. Die wechselständig angeordneten Laubblätter sind in Blattscheide und Blattspreite gegliedert. Die Blattscheiden sind bis zum Grund offen. Das Blatthäutchen (Ligula) besitzt die Form eines kurzen Wimpernkranzes.
In den ährenförmigen, traubigen Blütenständen stehen an kurzen bis selten langen Stielen die Ährchen zu zweit bis fünft in Gruppen, die bei Reife als Ganzes abfallen. Die Ährchen sind einblütig, seitlich zusammengedrückt, die obersten ein bis zwei jeder Gruppe sind verkümmert und steril. Es sind keine Grannen vorhanden. Die Blüten sind zwittrig. Die zwei Hüllspelzen sind sehr ungleich, die untere ist klein und zarthäutig-durchsichtig, die obere so lang wie das Ährchen, gerippt, und hat auf den Rippen entweder hakenförmig gebogene oder gerade, auf Wärzchen stehende Stachelhaare. Die Deckspelze ist dreinevig, häutig, etwas kürzer als die obere Hüllspelze. Die Vorspelze ist zweinervig, so lang wie die Deckspelze, mit breiten, eingeschlagenen Seitenflächen. Es sind drei Staubblätter vorhanden. Die zwei Griffel enden in fedrigen Narben.
Die Karyopse ist ellipsoid bis länglich und oben etwas abgeflacht. Der Embryo nimmt fast die Hälfte der Länge der Karyopse ein.

## Ökologie
Die Ährchengruppen kletten sich mit Hilfe der hakigen Stacheln auf den oberen Hüllspelzen an Tierhaaren fest und werden so ausgebreitet. Tragus-Arten werden deshalb leicht mit Wolle verschleppt.

## Systematik und Verbreitung
Die Erstveröffentlichung der Gattung Tragus erfolgte 1768 durch Albrecht von Haller in Historia Stirpium Indigenarum Helvetiae Inchoata, 2, S. 203. Typusart ist Tragus racemosus (L.) All. Synonyme für Tragus All. sind: Lappago Schreb. nom. superfl., Nazia Adans. nom. rej., Echisachys Neck., Echinanthus Cerv. Tragus All. nom. cons. wurden nach den Regeln der ICBN (Vienna ICBN Art. 14.4 & App. III) konserviert gegenüber Nazia Adans. nom. rej. (Nazia veröffentlicht in Michel Adanson: Familles des Plantes, 2, 1763 31, 582).
Die Gattung Tragus gehört zur Tribus Cynodonteae in der Unterfamilie Chloridoideae innerhalb der Familie Poaceae.
Das Verbreitungsgebiet der Gattung Tragus ist fast weltweit. Mit sechs Arten liegt der Verbreitungsschwerpunkt in Afrika. In Europa kommt nur eine Art vor.
Zur Gattung Tragus gehören etwa acht Arten:
- Tragus andicola M.A.Zapater & Sulekic: Sie ist im nordwestlichen Argentinien beheimatet.[4]
- Tragus australianus S.T.Blake: Sie kommt in Australien, auf Neukaledonien sowie als Neophyt im westlichen und südlichen Südamerika vor.[4]
- Tragus berteronianus Schult., Syn.: Lappago berteroniana (Schult.) Schult. ex Steud., Tragus racemosus var. berteronianus (Schult.) Hack., Tragus occidentalis Nees, Lappago racemosa var. erecta Kunth nom. nud., Tragus ciliatus Lepr. ex Kunth, Lappago phleoides Fig. & De Not., Tragus racemosus var. brevispiculus Döll, Tragus tcheliensis Debeaux, Nazia occidentalis (Nees) Scribn., Lappago occidentalis (Nees) Hook.f., Tragus alienus var. brevispinus Henrard: Sie ist von Afrika über die Arabische Halbinsel bis China verbreitet.[4] In vielen Gebieten der Welt ist sie eine invasive Pflanze.[3]
- Tragus heptaneuron Clayton: Sie kommt in Somali, Kenia und Tansania sowie als Neophyt in Australien vor.[4]
- Tragus koelerioides Asch., Syn.: Tragus racemosus var. major Hack., Tragus major (Hack.) Stapf: Sie kommt von Simbabwe bis ins Südlichen Afrika vor.[4]
- Tragus mongolorum Ohwi, Syn.: Tragus roxburghii Panigrahi: Sie kommt vom nordöstlichen Äthiopien, auf Inseln westlichen Indischen Ozean und vom tropischen Asien bis in die Mongolei vor.[4]
- Tragus pedunculatus Pilg.: Sie kommt nur in Botswana und Namibia vor. Sie wird von manchen Autoren auch als Orthacanthus pedunculatus (Pilg.) P.M.Peterson & Romasch. in die Gattung Orthacanthus gestellt.[4]
- Traubiges Klettengras[6] (Tragus racemosus (L.) All., Syn.: Cenchrus racemosus L., Phalaris muricata Forssk. nom. superfl., Cenchrus linearis Lam. nom. superfl., Lappago racemosa (L.) Honck., Lappago biflora Roxb. nom. superfl., Tragus racemosus var. longispicula Döll nom. inval., Nazia racemosa (L.) Kuntze): Das weite Verbreitungsgebiet reicht von Europa bis Zentralasien und vom tropischen bis ins südliche Afrika sowie bis Pakistan.[4]